# Georgica
A Georgica Vergilius római költő i. e. 29-ben elkészült, négy könyvből és a függelékként csatolt Arisztaiosz-epüllionból álló mezőgazdasági tankölteménye.

## Keletkezése
A Georgicán közel tíz évig, i. e. 37-től dolgozott Vergilius, és két évvel az Augustus győzelmét elhozó polgárháborúk lezárulta után, i. e. 29-ben készült el vele, mikor már az Augustus kultúrpolitikájában befolyásos Maecenas körének tagja volt. A történelmi eseményekre tett utalások végigkísérik a művet, ezek alapján rekonstruálható, mely részek íródtak még a polgárháború időszakában, és melyek az Augustus győzelmét követő időszakban.
A mű fontos előképei a hésziodoszi és a hellenisztikus görög tanköltemények, valamint Lucretius A természetről és Varro A mezőgazdaságról írott munkája. A közvetlen görög hatást emeli ki Vergilius címválasztása is: a görög  γεωργικά / geórgika szó jelentése ’földművelési dolgok’.

## Tartalma
A hexameterekben írt költemény a mezőgazdasági művelési ágaknak megfelelően négy könyvre oszlik: földművelés, szőlő és fák ápolása, állattenyésztés, méhészkedés. Bár a mű ismerteti a főbb mezőgazdasági eljárásokat és tudnivalókat is, elsősorban mégsem mezőgazdasági szakmunka, a költeményes forma az emberi munka és a vidéki élet dicséretét emeli ki. A kor szokásainak megfelelően mindegyik könyv egy-egy prooemiummal nyit, amelyekben Vergilius Augustushoz, Maecenashoz és a gazdálkodást segítő istenekhez fordul. Az első két könyv exkurzusokkal zárul, amelyek témái változatosak: a polgárháborúk leírása, illetve a vidék dicsérete.
Vergilius művében a gazdálkodás mint a legalapvetőbb emberi munkatevékenység jelenik meg, amelynek során a felelősségünket felismerve ember és természet összhangjára kell törekednünk. Példának állítja az ember elé a méhek közösségét, amelynek fő éltető eleme a közösség tagjai között felosztott munka. Vergilius a vidéket, a szüntelenül küzdő földműves alakját és erkölcsiségét idealizálja. Ezt szolgálja a függelékben közreadott, a méhészetet feltaláló Arisztaiosz agrármítosza is. Ezek szerint Arisztaiosz beleszeretett Eurüdikébe, a lány azonban elmenekült előle, de futás közben egy kígyóra lépett, amely halálra marta. Eurüdiké nővérei megölték a kígyót, majd az Arisztaiosz által áldozatul bemutatott négy-négy bika és tehén testéből kikeltek az első méhek. A Vergilius korának szóló tanulság: Arisztaiosz pontosan ismeri az áldozattal kapcsolatos előírásokat, és ez eredményre vezet.

## Hatása
Saját korában többen követték Vergilius tankölteményének szerkezetét és stílusát, a reneszánsz korától pedig, különösen a 17–18. században a Georgica ismét népszerű hivatkozási pont és költészeti minta lett. John Dryden „a legjobb költő legjobb alkotásának” tartotta, James Thomson a mű mintájára írta meg Seasons (’Évszakok’) című művét, amely Haydn Az évszakok című oratóriumának szövege lett. Teljes szövegét magyarul elsőként Rájnis József adta ki 1814-ben, de Apáczai Csere János már a 17. század közepén lefordította a művet, kézirata azonban elveszett.

## Magyarul
- Magyar Virgilius; ford. kőszegi Rájnis József / Máro Virgilius Publiusnak eklogái az az Válogatott pásztori versei / A Magyar Virgiliushoz tartozó mentő-írás / Toldalék, mellyben a Magyar Virgiliusnak szerzője a Kassai Magyar Múzeumról való ítéletét ki nyilatkoztatja Rajnis József; Landerer, Pozsony, 1789
- Máró Virgilius Publiusnak Georgikonja, az-az Gazdaságra tanító versei; ford., jegyz. kőszegi Rájnis József, bev. Póka-Teleki Kondé József Benedek; Trattner Ny., Pest, 1814
- P. Virgilius Maro költeménye a gazdászatról; ford. Bodon Ábrahám; Forster Ny., Sárospatak, 1867
- Vergilius P. Maro Georgiconjának második éneke; ford. Marót Károly; Városi Ny., Szeged, 1929 (Széphalom-könyvtár)
- Georgica; ford. Szabó András, előszó Tompa László; Könyvny., Székelyudvarhely, 1932
- Vergilius Publius Maro Georgicája; ford., bev., jegyz. Vietórisz József; Akadémia, Bp., 1936 (Görög és latin remekírók)
- Vergilius összes művei; ford., utószó, jegyz. Lakatos István, utószó Borzsák István; Magyar Helikon, Bp., 1967 (Helikon klasszikusok)
- Régi magyar iskolai Georgica-fordítás; szerk. Borzsák István, Kecskeméti Gábor; Magyar Nyelvtudományi Társaság, Bp., 1993 (A Magyar Nyelvtudományi Társaság kiadványai)